# Logone Occidental
Logone Occidental is een van de 18 regio’s van Tsjaad. De hoofdstad is Moundou.

## Geografie
Logone Occidental ligt in het zuiden van het land en heeft een oppervlakte van 8695 km². Het ligt voornamelijk in de Savanne. De Logone is de belangrijkste rivier in de regio. 
De regio is onderverdeeld in vier departementen: Dodjé, Guéni, Lac Wey en Ngourkosso. 

## Bevolking
Er leven ruim 455.140  mensen (in 1993) in de regio.
De Ngambay (90%) is het belangrijkste etnische volk in de regio.
Regio's: Batha · Borkou-Ennedi-Tibesti · Chari-Baguirmi · Guéra · Hadjer-Lamis · Kanem · Lac · Logone Occidental · Logone Oriental · Mandoul · Mayo-Kebbi Est · Mayo-Kebbi Ouest · Moyen-Chari · Ouaddaï · Salamat · Tandjilé · Wadi Fira

Stad: Ndjamena